# William Windom
William Windom (28 de septiembre de 1923 - 16 de agosto de 2012) fue un actor estadounidense. Fue quizá más conocido por su trabajo en televisión, incluyendo varios episodios de The Twilight Zone, interpretando a Glen Morley, un ficticio congresista de Minnesota, basado en el propio bisabuelo de Windom y homónimo en The Farmer's Daughter; como John Monroe en el sitcom My World and Welcome to It, por la que ganó un Premio Emmy al Mejor Actor en una Serie de Comedia; también estuvo en Commodore Matt Decker, como comandante del condenado U.S.S. Constellation en el episodio de Star Trek, The Doomsday Machine; el personaje de Randy Lane en el episodio nominado al Emmy de la Galería Nocturna, They're Tearing Down Tim Riley's Bar; el personaje recurrente más común en la serie ganadora del Emmy, Se ha escrito un crimen, el Dr. Seth Hazlitt, y por interpretar a Puppetino en Pinocchio and the Emperor of the Night.

## Biografía
Windom nació el 28 de septiembre de 1923 en Nueva York, hijo de Isabel Wells (née Peckham) y Paul Windom, un arquitecto. Era el bisnieto del Secretario del Tesoro de los Estados Unidos del mismo nombre. Sirvió en el Ejército de los Estados Unidos en el teatro europeo de operaciones durante la Segunda Guerra Mundial, como un paracaidista con la Compañía B, 1.er Batallón 508.º Regimiento de Infantería Paracaidista, 82.ª División Aerotransportada.
Según su viuda, Patricia Tunder Windom, el actor murió el 16 de agosto de 2012, a los 88 años de edad, en su casa en Woodacre, California, de insuficiencia cardíaca congestiva.

## Teatro
| Año  | Título                                     |
| ---- | ------------------------------------------ |
| 1946 | King Henry VIII                            |
| 1946 | What Every Woman Knows                     |
| 1946 | John Gabriel Borkman                       |
| 1946 | A Pound on Demand / Androcles and the Lion |
| 1947 | Yellow Jack                                |
| 1947 | Alice in Wonderland                        |
| 1953 | A Girl Can Tell                            |
| 1954 | Mademoiselle Colombe                       |
| 1955 | The Grand Prize                            |
| 1956 | Fallen Angels                              |
| 1956 | Double in Hearts                           |
| 1957 | The Greatest Man Alive                     |
| 1960 | Viva Madison Avenue!                       |

## Filmografía

### Cine
| Año  | Título                                 | Personaje               | Notas                    |
| ---- | -------------------------------------- | ----------------------- | ------------------------ |
| 1947 | Fun and Fancy Free                     |                         | Voz                      |
| 1962 | To Kill a Mockingbird                  | Horace Gilmer - Fiscal  | Debut en cine            |
| 1963 | Cattle King                            | Harry Travers           |                          |
| 1963 | For Love or Money                      | Sam Travis              |                          |
| 1963 | One Man's Way                          | Rev. Clifford Peale     |                          |
| 1964 | The Americanization of Emily           | Capitán Harry Spaulding |                          |
| 1967 | Hour of the Gun                        | Texas Jack Vermillion   |                          |
| 1968 | The Detective                          | Colin MacIver           |                          |
| 1968 | The Angry Breed                        | Vance Patton            |                          |
| 1969 | The Gypsy Moths                        | John Brandon            |                          |
| 1970 | Brewster McCloud                       | Haskell Weeks           |                          |
| 1971 | The Mephisto Waltz                     | Dr. Roger West          |                          |
| 1971 | Escape from the Planet of the Apes     | El Presidente           |                          |
| 1971 | Fools' Parade                          | Roy K. Sizemore         |                          |
| 1972 | Now You See Him, Now You Don't         | Prof. Lufkin            |                          |
| 1972 | The Man                                | Arthur Eaton            |                          |
| 1975 | Stevie, Samson and Delilah             | Narrador                |                          |
| 1976 | Echoes of a Summer                     | Dr. Hallet              |                          |
| 1978 | Mean Dog Blues                         | Victor Lacey            |                          |
| 1978 | Goodbye, Franklin High                 | Clifford Armer          |                          |
| 1981 | Separate Ways                          | Huey Block              |                          |
| 1983 | Last Plane Out                         | James Caldwell          |                          |
| 1984 | Prince Jack                            | Ferguson                |                          |
| 1984 | Grandview, U.S.A.                      | Bob Cody                |                          |
| 1985 | Space Rage                             | Gob. Torah              |                          |
| 1985 | Means and Ends                         | Burt                    |                          |
| 1987 | Funland                                | Angus Perry             |                          |
| 1987 | Planes, Trains and Automobiles         | Sr. Bryant              | No acreditado            |
| 1987 | Pinocchio and the Emperor of the Night | Puppetino               | Voz                      |
| 1987 | Dead Aim                               | McWhorter               |                          |
| 1988 | She's Having a Baby                    | Russ Bainbridge         |                          |
| 1989 | Uncle Buck                             | Sr. Hatfield            | Voz                      |
| 1991 | Committed                              | Dr. Magnus Quilly       |                          |
| 1993 | Sommersby                              | Reverendo Powell        |                          |
| 1994 | Miracle on 34th Street                 | C.F. Cole               |                          |
| 1996 | Children of the Corn IV: The Gathering | Doc Rob Larson          |                          |
| 1999 | True Crime                             | Neil, el bartender      |                          |
| 2000 | The Thundering 8th                     | Old Joe                 |                          |
| 2001 | Early Bird Special                     | Fred                    |                          |
| 2002 | Raising Dead                           | Chief Silton            |                          |
| 2003 | Dopamine                               | Tom - Padre de Rand     |                          |
| 2003 | Dismembered                            | Police Capt. Hart       |                          |
| 2005 | Yesterday's Dreams                     | Herb Radford            | Último papel de película |

### Televisión
| Año       | Título                                           | Personaje                                                           | Notas                                                           |
| --------- | ------------------------------------------------ | ------------------------------------------------------------------- | --------------------------------------------------------------- |
| 1949      | Philco Telelvision Playhouse                     | Tybalt / Dennis                                                     | 2 Episodios                                                     |
| 1950      | Lights Out                                       | Intérprete                                                          | Episodio: The Heart of Jonathan O'Rourke                        |
| 1950      | Masterpiece Playhouse                            | Rey Richard III                                                     | Episodio: "Richard III"                                         |
| 1950-51   | Martin Kane, Private Eye                         | Intérprete                                                          | 1 Episodio                                                      |
| 1950-51   | Famous Jury Trials                               | Intérprete                                                          | 1 Episodio                                                      |
| 1950      | Studio One                                       | Peregrino                                                           | Episodio: "The Scarlet Letter"                                  |
| 1950-51   | Cameo Theatre                                    | Intérprete                                                          | Varios episodios                                                |
| 1950-51   | Tom Corbin, Space Cadet                          | Intérprete                                                          | 1 Episodio                                                      |
| 1951      | The Plainclothesman                              | Intérprete                                                          | 1 Episodio                                                      |
| 1951-57   | Robert Montgomery Presents                       | Varios papeles                                                      | 4 Episodios                                                     |
| 1954-1955 | The Secret Storm                                 | Intérprete                                                          | Varios episodios                                                |
| 1955      | Appointment With Adventure                       | Dan Vance                                                           | Episodio: "Relative Strangers"                                  |
| 1955      | Omnibus                                          | Varios                                                              | 2 Episodios                                                     |
| 1957      | Hotel Cosmopolitan                               | Intérprete                                                          | Varios episodios                                                |
| 1958      | Dial M for Murder                                | Max Halliday                                                        | Película de televisión                                          |
| 1960      | Play of the Week                                 | Bob                                                                 | Episodio: "Seven Time Monday"                                   |
| 1960      | Guestward, Ho!                                   | Intérprete                                                          | Episodio: "The Christmas Spirit"                                |
| 1961-62   | Surfside 6                                       | Shrewdie McDoug / Robby Brooks                                      | 2 Episodios                                                     |
| 1961-62   | The Donna Reed Show                              | Ed Perkins / David Adams                                            | 2 Episodios                                                     |
| 1961      | The Twilight Zone                                | El Mayor                                                            | Episodio: "Five Characters in Search of an Exit"                |
| 1961-72   | Gunsmoke                                         | Lee Sharkey / Paul Hill / Ira Spratt                                | 3 Episodios                                                     |
| 1961      | Armstrong Circle Theatre                         | Intérprete                                                          | Episodio: "Black Market Babies"                                 |
| 1961      | The Detectives                                   | Sutter                                                              | Episodio: "Tobey's Place"                                       |
| 1961      | The New Breed                                    | Warren Giles                                                        | Episodio: "The Compulsion to Confess"                           |
| 1961      | Checkmate                                        | Peter Morell                                                        | Episodio: "Through a Dark Glass"                                |
| 1961      | Cheyenne                                         | Dennis Carter                                                       | Episodio: "Legacy of the Lost"                                  |
| 1961      | Ben Casey                                        | Dr. Bill Owen                                                       | Episodio: "The Sweet Kiss of Madness"                           |
| 1962-63   | 77 Sunset Strip                                  | Calvin Otterman / Cuthbert Carmichael                               | 2 Episodios                                                     |
| 1962      | The Gertrude Berg Show                           | Ernie                                                               | Episodio: "Goodbye Mr. Howell"                                  |
| 1962      | Bus Stop                                         | Ed Henderson                                                        | Episodio: "The Ordeal of Kevin Brooke"                          |
| 1962      | Follow the Sun                                   | Meredith St. John                                                   | Episodio: "A Ghost in Her Gazebo"                               |
| 1962      | Thriller                                         | Lou Walters                                                         | Episodio: "Man of Mystery"                                      |
| 1962      | Kraft Mystery Theater                            | Vincent Fuller                                                      | Episodio: "In Close Pursuit"                                    |
| 1962      | The Gallant Men                                  | Private Jake Miller                                                 | Episodio: Pilot                                                 |
| 1962      | The Lucy Show                                    | Henry Taylor                                                        | Episodio: "Lucy Digs Up a Date"                                 |
| 1962      | Seven Times Monday                               | Bob                                                                 | Película de televisión                                          |
| 1962      | Stoney Burke                                     | Reese Ludlow                                                        | Episodio: "A Matter of Pride"                                   |
| 1963-66   | The Farmer's Daughter                            | Congresista Glen Morley                                             | Serie de ABC. 101 Episodios                                     |
| 1963      | Combat!                                          | Capitán Lew Anders                                                  | Episodio: "Off Limits"                                          |
| 1963      | The Twilight Zone                                | Dr. Charles Wallman                                                 | Episodio: "Miniature"                                           |
| 1963      | Empire                                           | Lawrence Rowan                                                      | Episodio: "Hidden Asset"                                        |
| 1966      | The F.B.I.                                       | Anton Christopher                                                   | Episodio: "The Assassin"                                        |
| 1966      | Twelve O'Clock High                              | Ten. Cnel. Bill Christy                                             | Episodio: "Gauntlet of Fire"                                    |
| 1966      | The Wild Wild West                               | Ben Victor                                                          | Episodio: "The Night of the Flying Pie Plate"                   |
| 1966      | Iron Horse                                       | Colin McCrory                                                       | Episodio: "Town Full of Fear"                                   |
| 1967      | Mission: Impossible                              | Vice primer ministro Milos Pavel                                    | Episodio: "The Train"                                           |
| 1967      | Run for Your Life                                | Ralph Wilson                                                        | Episodio: "The List of Alice McKenna"                           |
| 1967      | The F.B.I.                                       | David Roger "Davey" Spiers                                          | Episodio: "By Force and Violence"                               |
| 1967      | The Fugitive                                     | Profesor Fritz Simpson                                              | Episodio: "The Ivy Maze"                                        |
| 1967      | Mission: Impossible                              | Alex Cresnic                                                        | Episodio: "The Widow"                                           |
| 1967      | Star Trek                                        | Comodoro Matt Decker                                                | Episodio: "The Doomsday Machine"                                |
| 1967      | The Invaders                                     | Mayor Rick Graves                                                   | Episodio: "Doomsday Minus One"                                  |
| 1967      | Custer                                           | Clark Samson                                                        | Serie de ABC. Episodio: "Under Fire"                            |
| 1967      | Gentle Ben                                       | James Harkness                                                      | Episodio: "Jennifer"                                            |
| 1967      | Dundee and the Culhane                           | Robert Campbell                                                     | Episodio: "The Thy Brother's Keeper Brief"                      |
| 1967      | The Invaders                                     | Michael Tressider                                                   | Episodio: "Summit Meeting"                                      |
| 1967      | Judd, for the Defense                            | Ira Creighton                                                       | Episodio: "Commitment"                                          |
| 1968-70   | The Name of the Game                             | Charlie Ross / Sr. John Price                                       | 2 Episodios                                                     |
| 1968-72   | Ironside                                         | Eldon Chase / Juez Van Buren                                        | 2 Episodios                                                     |
| 1968      | Mannix                                           | Calvin Norris                                                       | Episodio: "The Girl in the Frame"                               |
| 1968      | The F.B.I.                                       | Howard Converse                                                     | Episodio: "The Nightmare"                                       |
| 1968      | Columbo                                          | Burt Gordon                                                         | Episodio: Prescription: Murder                                  |
| 1968      | Bonanza                                          | Marshal Passmore                                                    | Episodio: "Star Crossed"                                        |
| 1969      | The Virginian                                    | Joss Cardine                                                        | Episodio: "Halfway Back from Hell"                              |
| 1969-70   | My World and Welcome to It                       | John Monroe                                                         | 26 Episodios                                                    |
| 1969      | Mannix                                           | Nils Sanderson                                                      | Episodio: "Shadow of a Man"                                     |
| 1969-74   | Hawaii Five-O                                    | Ossie Connors / Harlan Henderson                                    | 2 Episodios: "Which Way Did They Go?"                           |
| 1969-76   | Medical Center                                   | Raymond Hanson / Nick McCrae / Dr. Nolan / Dr. Gillette / Sr. Crail | 5 Episodios                                                     |
| 1969      | The Mod Squad                                    | Fred Williams                                                       | Episodio: "Hello Mother, My Name Is Julie"                      |
| 1969      | Lancer                                           | Claude Buttermere                                                   | Episodio: "The Great Humbug"                                    |
| 1969      | The Outcasts                                     | Lafe Partman                                                        | Episodio: "The Stalking Devil"                                  |
| 1969      | The Outsider                                     | Bernard Christie                                                    | Episodio: "Service for One"                                     |
| 1969      | CBS Playhouse                                    | Art Richardson                                                      | Episodio: "Shadow Game"                                         |
| 1969      | My Friend Tony                                   | Phil Wiser                                                          | Episodio: "The Shortest Courtship"                              |
| 1970-72   | Love, American Style                             | Charlie / Harrison / Hubert                                         | 3 Episodios                                                     |
| 1970-76   | Insight                                          | God / Sr.Clark / Todd                                               | 3 Episodios                                                     |
| 1970      | House on Greenapple Road                         | Paul Durstine                                                       | Película de televisión                                          |
| 1970      | The Forty-Eight Hour Mile                        | Bernard Christie                                                    | Película de televisión                                          |
| 1971      | The Virginian                                    | Foster Bonham                                                       | Episodio: "The Politician"                                      |
| 1971      | That Girl                                        | Joseph Nelson                                                       | Episodio: "That Script"                                         |
| 1971      | Mission: Impossible                              | Stu Gorman                                                          | Episodio: "Blues"                                               |
| 1971      | Big Fish, Little Fish                            | William Baker                                                       | Película de televisión                                          |
| 1971      | Assault on the Wayne                             | Capitán Frank Reardon                                               | Película de televisión                                          |
| 1971      | Alias Smith and Jones                            | Jeremiah Daley                                                      | Episodio: "Wrong Train to Brimstone"                            |
| 1971      | Men at Law                                       | Dr. Simon Branby                                                    | Episodio: "Let the Dier Beware"                                 |
| 1971      | Is There a Doctor in the House?                  | Dr. Tim Newley                                                      | Piloto de televisión                                            |
| 1971      | All in the Family                                | Eddie Frazier                                                       | Episodio: "Success Story"                                       |
| 1971      | Escape                                           | Dr. Henry Walding                                                   | Película de televisión                                          |
| 1971      | Cannon                                           | Harry Kendrix                                                       | Episodio: "Death Chain"                                         |
| 1971      | A Taste of Evil                                  | Harold Jennings                                                     | Película de televisión                                          |
| 1971      | Marriage: Year One                               | Warren Duden                                                        | Película de televisión                                          |
| 1971      | Cade's County                                    | Frank Leonard                                                       | Episodio: "Violent Echo"                                        |
| 1971      | Marcus Welby, M.D.                               | Dr. Sam Mason                                                       | Episodio: "Ask Me Again Tomorrow"                               |
| 1971      | Night Gallery                                    | Randy Lane                                                          | Episodio: "They're Tearing Down Tim Riley's Bar"                |
| 1971      | Robert Young Presents the Family                 | Intérprete                                                          | 1 Episodio                                                      |
| 1971      | The Man and the City                             | Congresista Ralph Lawson                                            | Episodio: "The Deadly Fountain"                                 |
| 1971      | The Waltons                                      | Charlie Snead                                                       | Episodio: "The Homecoming: A Christmas Story"                   |
| 1971      | Jamison's Kids                                   | Intérprete                                                          | Episodio piloto                                                 |
| 1972-76   | The Streets of San Francisco                     | Russell "Russ" Rankin / John Kovic / Msgr. Carruthers               | 3 Episodios                                                     |
| 1972      | Columbo                                          | Everett Logan                                                       | Episodio: "Short Fuse"                                          |
| 1972      | Second Chance                                    | Stan Petryk                                                         | Película de televisión                                          |
| 1972      | The Jimmy Stewart Show                           | Mike Carruthers                                                     | Episodio: "Old School Ties"                                     |
| 1972      | The New Healers                                  | Sr. Farrigan                                                        | Película de televisión                                          |
| 1972      | Banacek                                          | Harry Wexler                                                        | Episodio: "Projet Phoenix"                                      |
| 1972      | Ghost Story                                      | Charlie Pender                                                      | Episodio: "The Summer House"                                    |
| 1972      | The Rookies                                      | Frank Queenlin                                                      | Episodio: "Time Is the Fire"                                    |
| 1972      | A Great American Tragedy                         | Rob Stewart                                                         | Película de televisión                                          |
| 1972      | Pursuit                                          | Robert Phillips                                                     | Película de televisión                                          |
| 1972      | Night Gallery                                    | Prof. Putnam                                                        | Episodio: "Little Girl Lost"                                    |
| 1972      | The F.B.I.                                       | Elias Devon                                                         | Episodio: "The Jug Marker"                                      |
| 1973-74   | The Girl with Something Extra                    | Stuart Kline                                                        | 2 Episodios                                                     |
| 1973      | The Partridge Family                             | Tío Erwin                                                           | Episodio: "Bedknobs and Drumsticks"                             |
| 1973      | Mission: Impossible                              | Paul Mitchell                                                       | Episodio: "The Fighter"                                         |
| 1973      | The Girls of Huntington House                    | Sam Duton                                                           | Película de televisión                                          |
| 1973      | Winesburg, Ohio                                  | Dr. Reefy                                                           | Película de televisión                                          |
| 1973      | The Flip Wilson Show                             | Él mismo                                                            | 1 Episodio                                                      |
| 1973      | The Delphi Bureau                                | Corredor de bolsa                                                   | Episodio: "The Terror Broker Project"                           |
| 1973      | Dr. Simon Locke/Police Surgeon                   | Delbert Norman Woodward                                             | Episodio: "Losers, Weepers"                                     |
| 1973      | Tenafly                                          | Weyburn                                                             | Episodio: "The Cash and Carry Caper"                            |
| 1973      | Griff                                            | Christopher Woods                                                   | Episodio: "The Last Ballad"                                     |
| 1973      | Hawkins                                          | Joe Hamilton                                                        | Episodio: "A Life for a Life"                                   |
| 1974-75   | Petrocelli                                       | Alan Brewster / Alex Mayberry                                       | 2 Episodios                                                     |
| 1974-77   | McMillan & Wife                                  | Whalen / Ted Hoffenstein                                            | 2 Episodios                                                     |
| 1974-77   | Police Woman                                     | Ted Adrian / Silky Chamberlain                                      | 2 Episodios                                                     |
| 1974      | Chopper One                                      | Marklund                                                            | Episodio: "The Drop"                                            |
| 1974      | Murder in the First Person Singular              | Alfred Emerson                                                      | Película de televisión                                          |
| 1974      | The Day the Earth Moved                          | Judge Tom Backsler                                                  | Película de televisión                                          |
| 1974      | Male Menopause: The Pause That Perplexes         | Intérprete                                                          | Especial PBS                                                    |
| 1975-81   | Barney Miller                                    | George Webber / Voz de Cellmate                                     | 3 Episodios                                                     |
| 1975      | The Abduction of Saint Anne                      | Ted Morrisey                                                        | Película de televisión                                          |
| 1975      | Lucas Tanner                                     | Ed Michaelson                                                       | Episodio: "Shattered"                                           |
| 1975      | Journey from Darkness                            | Dr. Cavaliere                                                       | Película de televisión                                          |
| 1975      | Mannix                                           | George Kane                                                         | Episodio: "Hardball"                                            |
| 1975      | S.W.A.T.                                         | Ross Collins                                                        | Episodio: "A Coven of Killers"                                  |
| 1975      | Guilty or Innocent: The Sam Sheppard Murder Case | Walt Adamson                                                        | Película de televisión                                          |
| 1975      | Doctors' Hospital                                | Dr. Ralph Keyes                                                     | Episodio: "Surgeon, Heal Thyself"                               |
| 1976      | Bridger                                          | Sen. Daniel Webster                                                 | Película de televisión                                          |
| 1976      | Doc                                              | Dr. Pike                                                            | Episodio: "Come Scrub with Me"                                  |
| 1976      | Richie Brockelman: The Missing 24 Hours          | Arthur Springfield                                                  | Película de televisión                                          |
| 1976      | The Bionic Woman                                 | Warfield                                                            | Episodio: "Black Magic"                                         |
| 1976      | Gibbsville                                       | Charlie Paxton                                                      | Episodio: "Saturday Night"                                      |
| 1976      | The Feather and Father Gang                      | General Northrup                                                    | Episodio: "Two-Star Killer"                                     |
| 1976      | Once an Eagle                                    | Gen. Duke K Pulleyne                                                | Miniserie                                                       |
| 1976      | The Tony Randall Show                            | Hamilton Kiss                                                       | Episodio: "Case: Money vs. Stature"                             |
| 1976      | Heck's Angels                                    | Cnel. Gregory Heck                                                  | Episodio piloto                                                 |
| 1977      | Seventh Avenue                                   | John Meyers                                                         | Miniserie                                                       |
| 1977      | Hunter                                           | Josef Patel                                                         | Episodio: "The Lysenko Syndrome"                                |
| 1977      | Quincy, M.E.                                     | Arthur Brandeis                                                     | Episodio: "The Hot Dog Murder"                                  |
| 1977      | Family                                           | Howard Stone                                                        | Episodio: "An Endangered Species"                               |
| 1977      | The Wonderful World of Disney                    | Phil Wainwright                                                     | Episodio: "The Bluegrass Special"                               |
| 1977      | The Oregon Trail                                 | Packy Devlin                                                        | 2 Episodios                                                     |
| 1977      | Kojak                                            | K.C. Milano                                                         | Episodio: "Once More from Birdland"                             |
| 1978      | Hunters of the Reef                              | Panama Cassidy                                                      | Película de televisión                                          |
| 1978      | W.E.B.                                           | Paul Brisbane                                                       | Episodio: "Good Night and Good Luck"                            |
| 1979-82   | Trapper John, M.D.                               | Harry Duvall / Theodore Rankin                                      | 2 Episodios                                                     |
| 1979-83   | The Love Boat                                    | Bill Kelly / Harold Wallingford                                     | 3 Episodios                                                     |
| 1979      | Brothers and Sisters                             | Larry Krandall                                                      | 12 Episodios                                                    |
| 1979      | Blind Ambition                                   | Richard Kleindienst                                                 | Miniserie                                                       |
| 1980      | Portrait of a Rebel: The Remarkable Mrs. Sanger  | Mons. Soldini                                                       | Película de televisión                                          |
| 1980      | Landon Landon & Landon                           | Ben Landon                                                          | Episodio piloto                                                 |
| 1980      | Dallas                                           | Amos Krebbs                                                         | 2 Episodios                                                     |
| 1981      | Walking Tall                                     | Matthew Whittaker                                                   | Episodio: "The Protectors of the People"                        |
| 1981      | Quick & Quiet                                    | Thaddeus Charles "T.C." Cooper                                      | Episodio piloto                                                 |
| 1981      | The Incredible Hulk                              | Sgt. Jack Keeler                                                    | Episodio: "East Winds"                                          |
| 1981      | Foul Play                                        | Franklin Mills                                                      | Episodio: "Play It Again Tuck"                                  |
| 1981      | 100 Years of Golden Hits                         | Thomas Edison                                                       | Especial de televisión                                          |
| 1981      | A House Divided                                  | Gob. Thomas Bennett, jr.                                            | Episodio: "The Denmark Vesey Rebellion"                         |
| 1981      | One Day at a Time                                | Sr. Tiller                                                          | Episodio: "Caveat Emptor"                                       |
| 1981      | Leave 'em Laughing                               | Smiley Jenkins                                                      | Película de televisión                                          |
| 1981      | Side Show                                        | Byron Gage                                                          | Película de televisión                                          |
| 1981      | Flamingo Road                                    | Charlie Banks                                                       | Episodio: "The Stranger"                                        |
| 1982-83   | Matt Houston                                     | Dr. Walter Belkamp                                                  | 2 Episodios: "Heritage"                                         |
| 1982      | Fantasy Island                                   | Bill Ackland                                                        | Episodio: "Daddy's Little Girl/The Whistle"                     |
| 1982      | Desperate Lives                                  | Dr. Jarvis                                                          | Película de televisión                                          |
| 1982      | The Rules of Marriage                            | George Olsen                                                        | Película de televisión                                          |
| 1982      | Hart to Hart                                     | Charles Baines                                                      | Episodio: "With This Hart, I Thee Wed"                          |
| 1982      | The Suzanne Sommers Show                         | Landlord                                                            | Episodio piloto no estrenado                                    |
| 1983      | The Greatest American Hero                       | Henry Williams                                                      | Episodio: "Live at Eleven"                                      |
| 1983      | The A-Team                                       | Al Massey                                                           | Episodio: "Mexican Slayride"                                    |
| 1983      | Mama's Family                                    | Woody Miller                                                        | Episodio: "Mama's Boyfriend"                                    |
| 1983      | The Tom Swift and Linda Craig Mystery Hour       | Bronco Mallory                                                      | Película de televisión                                          |
| 1983      | The Facts of Life                                | Pete Dawson                                                         | Episodio: "Store Games"                                         |
| 1983      | Lottery!                                         | Arthur                                                              | Episodio: "Boston: False Illusion"                              |
| 1983      | Automan                                          | Judge Alexander Farnsworth                                          | Episodio: "Staying Alive While Running a High Flashdance Fever" |
| 1984      | St. Elsewhere                                    | Charlie Halloran                                                    | Episodio: "In Sickness and in Health"                           |
| 1984      | Simon & Simon                                    | Dr. Lloyd - Jefe de cirugía                                         | Episodio: "Under the Knife"                                     |
| 1984      | Why Me?                                          | General                                                             | Película de televisión                                          |
| 1984      | Reading Rainbow                                  | Él mismo                                                            | Episodio: "Hot Air Henry"                                       |
| 1984      | The Yellow Rose                                  | Alcalde Virgil Mapes                                                | Episodio: Far Side of Fear                                      |
| 1984      | Pigs vs. Freaks/Off Sides                        | Alcalde Malcolm Wallwood                                            | Película de televisión                                          |
| 1984      | The Pink Panther and Sons                        | Dr. Marcus Wealthy / Ticket Seller (Voz)                            | Episodio: Rocko's Last Round                                    |
| 1984      | Velvet                                           | Oficial de gobierno                                                 | Película de televisión                                          |
| 1984      | Hot Pursuit                                      | Intérprete                                                          | Episodio: "Twilight Home"                                       |
| 1984      | Hunter                                           | Notario Larry Crenshaw                                              | Episodio: "The Hot Grounder"                                    |
| 1985-96   | Murder, She Wrote                                | Sam Breen / Dr. Seth Hazlitt                                        | Recurrente; 53 Episodios                                        |
| 1985      | Highway to Heaven                                | Rev. David Stearns                                                  | Episodio: "A Child of God"                                      |
| 1985      | Surviving: A Family in Crisis                    | Dr. Madsen                                                          | Película de televisión                                          |
| 1985      | Hotel                                            | Tío Ray                                                             | Episodio: "Anniversary"                                         |
| 1985      | Hardcastle and McCormick                         | James Maxwell                                                       | Episodio: "Surprise on Seagull Beach"                           |
| 1985      | Dirty Work                                       | Comandante Leevanhoek                                               | Piloto                                                          |
| 1985      | The Jetsons                                      | Saturn Cyclops                                                      | Episodio: "Elroy in Wonderland"                                 |
| 1985      | Airwolf                                          | Lou Stappleford                                                     | Episodio: "Eagles"                                              |
| 1985      | Knight Rider                                     | Wayne Altfield                                                      | Episodio: "Knight Racer"                                        |
| 1985      | Glitter                                          | Intérprete                                                          | 1 Episodio                                                      |
| 1986      | Magnum, P.I.                                     | Capitán James T. Lyle                                               | Episodio: "All Thieves on Deck"                                 |
| 1986      | Comedy Factory                                   | Herb Medlock                                                        | Episodio: "Moscow Bureau"                                       |
| 1986      | There Must Be a Pony                             | Lee Hertzig                                                         | Película de televisión                                          |
| 1987      | Mathnet                                          | Judge Herman Hoffman                                                | Episodio: "The Trial of George Frankly"                         |
| 1987      | Square One Television                            | Judge Hoffman                                                       | 3 Episodios                                                     |
| 1987      | Newhart                                          | Lew Brooney                                                         | Episodio: "Good-Bye & Good Riddance, Mr. Chips"                 |
| 1987      | Sky Commanders                                   | 'Cutter' Kling                                                      | Voz. 2 Episodios                                                |
| 1987      | Dennis the Menace                                | Sr. George Wilson                                                   | Película de televisión                                          |
| 1989      | Have Faith                                       | Alex                                                                | Episodio: "Letters from Home"                                   |
| 1990-91   | Parenthood                                       | Frank Buckman                                                       | 12 Episodios                                                    |
| 1990      | His & Hers                                       | Padre de Doug                                                       | Episodio: "Just Plain Bill"                                     |
| 1990      | The Return of Tom Sawyer and Huckleberry Finn    | Juez Thatcher                                                       | Película de televisión                                          |
| 1990      | Amen                                             | Nick St. Nicholas                                                   | 2 Episodios                                                     |
| 1991      | Babes                                            | Darryl Kloner                                                       | Episodio: "All Bummed Out"                                      |
| 1991      | The Fanelli Boys                                 | Ernie                                                               | 2 Episodios                                                     |
| 1991      | Chance of a Lifetime                             | Dr. Edelman                                                         | Película de televisión                                          |
| 1992      | L.A. Law                                         | Charles Flanagan                                                    | Episodio: "Diet, Diet My Darling"                               |
| 1992      | Batman: The Animated Series                      | Ethan Clark                                                         | Voz. Episodio: "Prophecy of Doom"                               |
| 1992      | Goof Troop                                       | Tío Bob                                                             | Episodio: "Major Goof"                                          |
| 1992      | Camp Candy                                       |                                                                     | Voz. 1 Episodio                                                 |
| 1993-94   | Sonic the Hedgehog                               | Tío Chuck                                                           | Voz. 25 Episodios                                               |
| 1993      | Attack of the 50 Ft. Woman                       | Hamilton Cobb                                                       | Película de televisión                                          |
| 1994      | Murphy Brown                                     | Ross Bowen                                                          | Episodio: "Be Careful What You Wish For"                        |
| 1995      | Burke's Law                                      | Dale Montrose                                                       | Episodio: "Who Killed the Tennis Ace?"                          |
| 1996      | Fugitive X: Innocent Target                      | Tío Billy                                                           | Película de televisión                                          |
| 1996      | Working Guy                                      | Stockdale                                                           | Piloto no estrenado                                             |
| 1998      | Boy Meets World                                  | Ned                                                                 | Episodio: "Ain't College Great?"                                |
| 1999      | Judging Amy                                      | Prof. Barnett                                                       | Episodio: "Witch Hunt"                                          |
| 1999      | Chicken Soup for the Soul                        | Juez                                                                | Episodio: "Rescued"                                             |
| 2000      | Ally McBeal                                      | Henderson Porter                                                    | Episodio: "The Man with the Bag"                                |
| 2001      | Providence                                       | Harold Joyce                                                        | Episodio: "The Invisible Man"                                   |
| 2001      | The District                                     | Harlan Kirby Sr.                                                    | Episodio: "Bulldog's Ghost"                                     |
| 2002      | JAG                                              | Antiguo Jefe de Operaciones Navales                                 | Episodio: "Need to Know"                                        |
| 2004      | Star Trek: New Voyages                           | Comodoro Matt Decker                                                | Episodio: "In Harm's Way"                                       |

- Gossip Girl (Serie de televisión, 2008-2012) - F.B.I Director
- Taste of Evil (1971)
- The Homecoming: A Christmas Story (Película de televisión, 1971)
- Taron y el caldero mágico (voz, sin acreditar, 1985)
- Se ha escrito un crimen (1985–1996) (Serie de televisión)
- Welcome Home (1986)
- Basil, el ratón superdetective (voz, sin acreditar, 1986)
- Super Password (Serie de televisión, 1986)
- Pinocho y el emperador de la noche (voz, 1987)
- Dennis the Menace: Dinosaur Hunter (1987)